# Les Naufragés du temps (Stargate)
Pour l’article homonyme, voir Les Naufragés du temps.
Les Naufragés du temps est le huitième épisode de la première saison de la série télévisée Stargate Universe.

## Résumé
L'équipe arrive sur une planète composée par le Destinée pour permettre aux naufragés de se procurer de la nourriture. Après avoir récolté ce qu'ils peuvent, les membres de l'équipage font le bilan des récoltes, et Eli goûte un fruit inconnu, qu'il recrache immédiatement du fait qu'il n'est probablement pas mûr. Soudain, Volker vomit. Il souffre de plusieurs symptômes : élancements à la tête et douleurs dans le cou, jusqu'à s'évanouir. Le Dr Rush demande alors à Eli de composer l'adresse de la porte pour contacter le Destinée, mais Chloe s'évanouit à son tour. Après s'être réveillée, elle indique à T.J ses symptômes : des vertiges qui se sont très vite déroulés, montée de température, et mal de cou. Sur ce, Eli compose les coordonnées du vaisseau, mais T.J dit alors qu'ils ne peuvent pas composer les coordonnées du Destinée tant qu'ils ne savent ce qu'est la maladie, et si elle peut se transmettre sur le vaisseau. Ils restent donc sur place.
Après avoir contacté le colonel Young pour faire un rapport, l'équipe décide d'attendre le temps que la contagion se passe. Rush est en désaccord sur le fait que T.J leur ait fait prendre des antibiotiques, alors qu'ils ne connaissent même pas la maladie, même si elle déteste les gaspiller, mais elle préfère quand même leur en donner par prudence. Un peu plus tard, Greer découvre plusieurs terriers, dont les alentours sentent le soufre. Le soir venu, la pluie tombe; Scott prévient T.J que Vanessa James va mal, en plus de Chloe, Volker, Marsden, et Franklin, lorsque soudain on entend des cris et des coups de mitraillettes : des pieuvres terrestres attaquent les membres de l'expédition et en tuent quelques-uns. Surpris par cette attaque, Rush crie à Eli de composer les coordonnées du Destinée, mais lorsque le vortex parvient à se connecter, il se passe quelque chose d'étrange : le vortex n'est pas stable, et le colonel Young ne répond pas. Durant l'attaque, un soldat tire sur le kino, ce qui le fait irrémédiablement perdre son anti-gravitation, puis quelqu'un le bouscule, et on voit Chloe sur le sol se faire traverser par une pieuvre, et mourir. Soudain, l'image s'arrête. On retrouve les personnages dans la chambre d'Eli en train de visionner une vidéo. Tous sont choqués de se voir en train de mourir, car la vidéo provient en fait d'un kino laissé sur la planète en question et découvert lorsque l'équipe commence son exploration. Réellement choquée de voir sa propre mort, Chloe s'en va vite pour aller vomir.
La vidéo trouvée commence à faire le buzz dans le vaisseau, Volker explique au sergent James le début de la mission, qui y participent, comment l'expédition a trouvé le Kino, et le fait que sa banque de donnée était pleine. James apprend à son tour à Spencer que l'équipe a également trouvé des restes humains sur la planète. Après que Chloe soit revenue, Eli expose le fait que ce kino provient peut-être d'une réalité alternative. Étant donné la maladie qui pourrait se trouver sur la planète, T.J ordonne la mise en quarantaine de ceux qui sont allés sur la planète. Pendant la discussion qui s'ensuit, Eli aborde les dysfonctionnements de la porte pour laquelle on peut voir sur l'enregistrement que le vortex n'est pas stable, ce qui pourrait entraîner la mort de ceux qui le passeraient. T.J s'en va alors annoncer la mise en quarantaine de certains membres de l'équipage, alors que les autres continuent le visionnage de la vidéo.
Eli annonce la mort de Chloe, Volker, Marsden, et de Broody. Il fait l'état des lieux devant le Kino, qu'il scotch sur un casque, car il a perdu son anti-gravité pendant le combat de l'autre soir. Il dit aussi que les créatures semblent nocturnes, que Volker n'a pas été tué par les pieuvres mais par la maladie, et que Scott n'a été que mordu par celle-ci, ce qui l'a fait plonger dans un état comateux. Rush informe alors Eli que Greer a trouvé une grotte dans laquelle ils pourraient s'abriter, et lui demande de l'aider à porter Scott. Après plusieurs confessions, on apprend que la mère d'Eli a contracté le VIH lorsqu'elle aidait une jeune droguée à se calmer, et que c'est à cause de cela que son père est parti lorsqu'il avait 14 ans. On apprend également que le père de T.J était tailleur jusqu'à ce qu'il parte en retraite, et a une sœur qui a 2 enfants. C'est aussi pendant ces confessions avec le Dr Rush, que l'on apprend son but dans cet équipage : en apprendre le maximum possible sur les Anciens pour pouvoir réaliser l'ascension.
Dans l'infirmerie, T.J accueille de plus en plus de malades. Peu de temps après, sur l'enregistrement, Greer apprend à Eli à tirer au M4. Ils forment, avec Rush, des opérations commandos pour détruire les terriers d'où sortent les pieuvres, mais après un sérieux revers, Rush décide de traverser la porte malgré les perturbations du vortex, et indique à Eli que s'il arrive dans le Destinée, alors ils pourront repartir. C'est lorsque le Dr Rush passe dans le vortex qu'il survient une éruption solaire, ce qui a pour effet de modifier la trajectoire et le temps de la sortie du vortex, Rush se trouve donc dans le passé (car il a trouvé ses propres restes lorsque l'équipe est venue pour la seconde fois dans la réalité) sur la même planète. T.J interrompt alors le groupe et leur fait part de ce qu'elle vient de découvrir : il s'agit de micro-organismes qui sont dans l'eau de la glace récupérée auparavant. Elle soupçonne un réservoir mal purifié, ce qui a pu entraîner la propagation du micro-organisme. Dans la vidéo, au lendemain de la bataille, Scott se réveille, mais s'aperçoit qu'il est le seul survivant de la planète. Il décide alors de faire une vidéo avec un Kino qui contient toutes les informations qu'il sait sur la planète, et de l'envoyer dans la porte des étoiles, en espérant que quelqu'un la visionnera.
Après avoir consulté toute la vidéo, Rush vérifie que l'éruption solaire n'a pas encore eu lieu, et une petite équipe composée de Young, Scott, Greer, et une petite troupe de soldat partent sur la planète pour aller récupérer des créatures, qui avec leur venin permettrait de créer un vaccin contre le virus contenu dans l'eau consommée. Une fois sur la planète, ils se font rapidement attaquer et meurent pratiquement tous, sauf Scott, qui utilise un Kino grâce auquel il explique tout ce qu'il sait sur la situation et l'envoie, lors du début de l'éruption solaire, au travers de la porte des étoiles pour permettre à l'équipage de notre réalité de comprendre la situation avant qu'il ne soit trop tard.

## Distribution
- Robert Carlyle : Dr. Nicholas Rush
- Justin Louis : Everett Young
- Brian J. Smith : Matthew Scott
- Elyse Levesque : Chloe Armstrong
- David Blue : Eli Wallace
- Alaina Huffman : Tamara Johansen
- Jamil Walker Smith : Ronald Greer
- Ming-Na : Camile Wray
- Peter Kelamis : Adam Brody
- Julia Anderson : Vanessa James
- Josh Blacker : Sergeant Spencer
- Jeffrey Bowyer-Chapman : Darren Becker
- Patrick Gilmore : Dale Volker
- Lou Diamond Phillips : Colonel David Telford
- Zak Santiago : Caporal River
- Jennifer Spence : Lisa Park